# دينيس سبيتسوف
دينيس سبيتسوف (مواليد 16 أغسطس 1996) هو لاعب تزلج ريفي روسي.

## وصلات خارجية
- دينيس سبيتسوف على موقع الاتحاد الدولي للتزلج (التزلج الريفي) (الإنجليزية)
- دينيس سبيتسوف على موقع أوليمبيديا (الإنجليزية)